# Gaius Asinius Pollio II

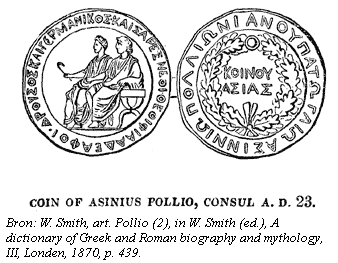
Munt geslagen door Gaius Asinius Pollio als proconsul van Asia. Aan de voorzijde Drusus en Germanicus, beiden op een sella curulis, met het omschrift ΔΡΟΥΣΟΣ ΚΑΙ ΓΕΡΜΑΝΙΚΟΣ ΚΑΙΣΑΡΕΣ ΝΕΟΙ ΘΕΟΙ ΦΙΛΑΔΕΛΦΟΙ (Drusus en Germanicus Caesar nieuwe goden geliefde broeders) en aan de keerzijde een kroon van eikenbladeren, met het omschrift ΓΑΙΩ ΑΣΙΝΙΩ ΠΟΛΛΙΩΝΙ ΑΝΩΥΠΑΤΩ (aan Gaius Asinius Pollio proconsul), en binnenin de kroon ΚΟΙΝΟΥ ΑΣΙΑΣ (van de koinon van Asia).

Gaius Asinius Pollio (PIR2 A 1242) werd in 10 v.Chr. geboren als zoon van Gaius Asinius Gallus en Vipsania Agrippina. Hij was rond 20 praetor peregrinus. Hij was in 23 consul samen met Gaius Antistius Vetus (Tac., Ann. IV 1; Plin., H. N. XXXIII 1 § 8; Cass. Dio, LVIII; ILS 5283.). Als proconsul van de provincia Asia in 28 sloeg hij de hiernaast weergegeven munt, met zijn halfbroer Drusus en diens adoptiebroer Germanicus op de voorzijde. De boodschap is duidelijk: Gaius heeft banden met de keizerlijke familie. In 45 werd hij verbannen als beschuldigde van een samenzwering.

## Voetnoten
1. ↑  Dit is indien we hem mogen identificeren met de Asinius vermeldt in een Griekse inscriptie uit Athene, cf. B.D. Meritt, Greek Inscriptions. Public Funeral Monuments (18-21), in Hesperia 15 (1946), p. 232.
2. ↑  J.H. Eckhel, Doctrina numorum veterum, VI, Wenen, 18282, p. 211.

## Referentie
- W. Smith, art. Pollio, Asinius (2), in W. Smith (ed.), A dictionary of Greek and Roman biography and mythology, III, Londen, 1873, p. 439.
- J.H. Oliver, The Descendants of Asinius Pollio, in AJPh 68 (1947), p. 147.
- W. Eck, art. Asinius [II 12], in NP 2 (1997), p. 82.